# ジェフ・バーリン
ジェフ・バーリン（英語: Jeff Berlin、1953年1月17日 - ）は、アメリカ合衆国のベーシスト。主にジャズ、フュージョン、プログレッシブ・ロックのジャンルで活躍。

## 生い立ち
ジェフ・バーリンは1953年1月17日、ニューヨークのクイーンズで、オペラ歌手の父とピアニストの母の間に産まれ、恵まれた環境の中で5歳よりヴァイオリンを始める。幼少期からオーケストラでソリストとして演奏し、神童と呼ばれていた。ビートルズ、クリーム等からの影響により、15歳でロックに目覚めベースに転向。
高校卒業後、バークリー音楽大学に進学。同級生にはゲイリー・バートン、パット・メセニー、マイク・スターン、ビル・フリゼール、ジョン・スコフィールド、ヴィニー・カリウタ、スティーヴ・スミス、ラリー・コリエル等を持つ。

## 概要
ジャズ・ロック/フュージョンの傾向の演奏スタイルを有すると評されており、特にビル・ブルーフォードとのコンビネーションが有名。ブルーフォードの『ワン・オヴ・ア・カインド』や渡辺香津美の『スパイス・オブ・ライフ』など、数々のアルバムで演奏を聴くことができる。
ツーフィンガー奏法に拘り、ハーモニックでテクニカルなラインを流麗に弾きこなす。ブルーフォード時代にはツーハンド奏法（タッピング奏法）やスラップ奏法も使用しており、教則ビデオでそれらのテクニックについて自ら解説している。
そのプレイスタイルはジャコ・パストリアスに似ているとも評されている。ただしパストリアスがフレットレスベースをメインで使っているのに対し、彼はフレッテッドベースをメインで使っており、自分がパストリアスの模倣者と評されることを嫌っている。
ブルーフォードを含むイエスの元メンバーが結成したアンダーソン・ブルーフォード・ウェイクマン・ハウが1989年に行なったアメリカ・ツアーの途中、ブルーフォードの推薦を受けて、体調を崩したサポート・メンバーのトニー・レヴィンの代役を務めた。その模様はライブ・アルバム『イエス・ミュージックの夜』とそのビデオ・ソフトに収録されている。
ビル・エヴァンスにその才能を見出され、ビル・エヴァンス・トリオ初のエレクトリックベーシストとしてマーク・ジョンソンの後任に迎えられる予定であったが、エヴァンスが長年の薬物乱用の影響で死去したため、実現することはなかった。
1980年代初頭にはビル・ブルーフォードのコンサートの楽屋に挨拶にやってきたエドワード・ヴァン・ヘイレンに、「バンド（ヴァン・ヘイレン）に入らないか？」と話を持ちかけられたが、「デイヴィッド・リー・ロスが自分のことを気に入ってくれるとは思えないし、彼にはビリー・シーンの方が似合ってる。それに自分の方向性を曲げてまで、金を稼ぐためにプレイするのはバンドにとっても良くないだろう」とあっさり断ったエピソードがある。
パストリアスが「俺よりも優れたソロイスト」と公言した他、ヴィクター・ウッテンに「地球上で最も上手いベーシスト」、ビリー・シーンに「彼のプレイを聴くと腕を切り落としたくなる」と賞賛されるなど、同世代のミュージシャンからも支持される、まさにミュージシャンズ・ミュージシャンである。ラッシュのベーシスト、ゲディー・リーが敬愛するベーシストとしても知られている。
現在は個人活動と後進の育成に専念している。
2013年には、渡辺香津美とユニットを再結成し、2度の日本公演を行なっている。
2020年10月、パーシー・ジョーンズが脱退した、ブランドXへのツアー参加が報じられた。

## 使用機材
活動初期は1964年製のフェンダー・プレシジョンベースのボディにトバイアスが製作したフェンダー・ジャズベースタイプのネックに換装し、バルトリーニ製のハムバッキングピックアップを二基取り付けたベースをメインに使用していた。その後はPeaveyのジェフ・バーリンモデル「Palladium」、Dean製の「Jeff Berlin Player Bass」を経て、2021年現在はCort製の「Rhythimic」を使用している。いずれのベースも初期に使用していた改造プレシジョンベースが元となっている。
この他、1980年代にはNOVAなるメーカーに在籍していたジョン・バスカリーノ(後にバスカリーノ・ギターズを立ち上げる)が製造したカスタムメイドのベースや、ヤマハRBXを使用していた。
アンプはアンペグ、ヤマハ、Peavey等を経て、2021年現在はMark Bassと契約している。Mark Bassとはシグネチャーモデルのベースアンプを共同で開発している。

## ディスコグラフィ

### ソロ・アルバム
- 『チャンピオン』 - Champion (1985年) ※Jeff Berlin & Vox Humana名義
- 『パンプ・イット』 - Pump It! (1986年)
- Crossroads (1998年) ※『Champion』の1曲を除く全曲と『Pump It!』全曲を含むコンピレーション
- Taking Notes (1997年)
- In Harmony's Way (2000年)
- Lumpy Jazz (2004年)
- 『エース・オブ・ベース』 - Aneurythms (2005年) ※日本盤は『Ace of Bass』のタイトルで発売。収録曲中の１曲のみ曲名が違うが同曲、同内容。
- 『ハイ・スタンダーズ』 - High Standards (2010年)
- Low Standards (2013年)

### 参加アルバム
ビル・ブルーフォード
- 『フィールズ・グッド・トゥ・ミー』 - Feels Good to Me (1977年) ※ソロ名義
- Master Strokes 1978-1985 (1986年)
- Best of Winterfold (2009年)

ブルーフォード
- 『ワン・オヴ・ア・カインド』 - One of a Kind (1979年)
- 『ザ・ブルーフォード・テープス』 - The Bruford Tapes (1979年) ※ライブ・アルバム
- 『グラデュアリー・ゴーイング・トルネード』 - Gradually Going Tornado (1980年)
- 『ロック・ゴーズ・トゥ・カレッジ』 - Rock Goes To College (2006年) ※ライブ・アルバム
- 『シームズ・ライク・ア・ライフタイム・アゴー』 - Seems Like A Lifetime Ago (2017年) ※CD&DVDボックス

アラン・ホールズワース
- 『ロード・ゲームス』 - Road Games (1983年) ※EP

渡辺香津美
- 『スパイス・オブ・ライフ』 - The Spice of Life (1987年)
- 『スパイス・オブ・ライフ 2』 - The Spice of Life Too (1988年)
- 『スピニング・グローブ』 - Spinning Globe (2013年)

プレイヤーズ (ジェフ・バーリン、スコット・ヘンダーソン、T.ラヴィッツ、スティーヴ・スミス)
- Players (1987年)

その他の参加作品
- パトリック・モラーツ: 『ストーリー・オブ・アイ』 - The Story of I (1976年)
- エスター・フィリップス: 『キャプリコーン・プリンセス』 - Capricorn Princess (1976年)
- パティ・オースティン: 『エンド・オブ・ア・レインボー』 - End of a Rainbow (1976年)
- デイヴィッド・マシューズ with Whirlwind: Shoogie Wanna Boogie (1976年)
- レイ・バレット: 『パーカッシヴ・ファンク』 - Eye of the Beholder (1977年)
- デイヴ・リーブマン: Light'n Up, Please! (1977年)
- アーニー・クリヴダ: 『サタニック』 - Satanic (1977年)
- ドン・プーレン: 『モントルー・コンサート』 - Montreux Concert (1978年)
- デヴィッド・サンシャス: Just As I Though (1979年)
- Poussez!: Leave That Boy Alone! (1980年)
- クラウス・ドルディンガー&パスポート: 『ライフライク』 - Lifelike (1980年)
- ジョー・ディオリオ: 20th Century Impressions (1981年)
- ハービー・マン:『メロー』 - Mellow (1981年)
- ジャニス・イアン: 『アンクル・ワンダフル』 - Uncle Wonderful (1983年)
- Clare Fischer and Salsa Picante: Crazy Bird (1984年)
- Schumate-Reno Jazz Quintet: Hurricane (1985年)
- T.ラヴィッツ: Storytime" (1986年)
- k.d.ラング: 『カウガール・ブルース』 - Even Cowgirls Get The Blues (1989年)
- アンダーソン・ブラッフォード・ウェイクマン・ハウ: 『イエス・ミュージックの夜』 - An Evening Of Yes Music Plus (1993年)
- ネイサン・キャヴァレリ・バンド: 『ネイサン』 -  Nathan (1994年)
- リッチー・コッツェン: 『ジ・インナー・ギャラクティック・フュージョン・エクスペリエンス』 - The Inner Galactic Fusion Experience (1995年)
- マイケル・ゼントナー: 『プレイタイム』 - Playtime (1995年)
- トゥインメン: 『トゥインメン』 - Twinemen (2002年)
- Various Artists: Grand Theft Auto: Vice City (Soundtrack) (2002年)
- ケイティ・カーティス: Dreaming in Romance Languages (2004年)
- Weepies: Happiness (2004年)
- Novocento: Featuring... (2004年)
- デニス・チェンバース、ジェフ・バーリン、デヴィッド・フュージンスキー、T.ラヴィッツ : 『ボストン・ティー・パーティー』 - Boston T Party (2005年)
- Paddy Saul: One Town Tasted (2007年)
- Meg Hutchinson: Come Up Full (2008年)
- Meg Hutchinson: The Living Side (2010年)
- Dann Glenn:  Eleven Eleven Orchestra (2010年)
- スコット・ヘンダーソン、ジェフ・バーリン、デニス・チェンバース: 『HBC』 - HBC (2012年)
- Nick Miller: My Memories (2012年)